# Полевая (Курская область)
Полевая — деревня в Курском районе Курской области России. Административный центр Полевского сельсовета.

## География
Деревня находится в центральной части Курской области, в пределах южной части Среднерусской возвышенности, в лесостепной зоне, на левом берегу реки Сейм, на расстоянии примерно 22 км (по прямой) к юго-востоку от города Курска, административного центра района и области. Абсолютная высота — 176 метров над уровнем моря.

### Улицы
В деревне улицы: Набережная, Пристанционная, Пушная, Садовая, Урочище Горки, Урочище Лиманы, Школьная и Энергетиков.

### Климат
Климат характеризуется как умеренно континентальный, с относительно жарким летом и умеренно холодной зимой. Среднегодовая температура воздуха — 5,5 °С. Средняя температура воздуха самого тёплого месяца (июля) — 18,7 °C (абсолютный максимум — 37 °С); самого холодного (января) — −9,3 °C (абсолютный минимум — −35 °С). Безморозный период длится около 152 дней. Среднегодовое количество атмосферных осадков составляет 587 мм, из которых 375 мм выпадает в период с апреля по октябрь. Снежный покров образуется в первой декаде декабря и держится в среднем 125 дней.
| Показатель                                                                     | Янв. | Фев. | Март | Апр. | Май  | Июнь | Июль | Авг. | Сен. | Окт. | Нояб. | Дек. | Год  |
| ------------------------------------------------------------------------------ | ---- | ---- | ---- | ---- | ---- | ---- | ---- | ---- | ---- | ---- | ----- | ---- | ---- |
| Средний суточный максимум, °C                                                  | −4,2 | −3,2 | 2,8  | 13,1 | 19,5 | 22,8 | 25,5 | 24,9 | 18,3 | 10,6 | 3,3   | −1,2 | 11,0 |
| Средняя температура, °C                                                        | −6,2 | −5,8 | −0,8 | 8,3  | 14,8 | 18,5 | 21,1 | 20,2 | 14,1 | 7,3  | 1,1   | −3,2 | 7,4  |
| Средний суточный минимум, °C                                                   | −8,8 | −8,9 | −5   | 2,7  | 9,1  | 13,1 | 15,9 | 15   | 9,7  | 3,9  | −1,3  | −5,4 | 3,3  |
| Норма осадков, мм                                                              | 50   | 43   | 46   | 48   | 60   | 68   | 71   | 52   | 57   | 57   | 45    | 49   | 646  |
| Источник: Погода по месяцам c ru.climate-data.org(дата обращения: Январь 2022) |      |      |      |      |      |      |      |      |      |      |       |      |      |

### Часовой пояс
Деревня Полевая, как и вся Курская область, находится в часовой зоне МСК (московское время). Смещение применяемого времени относительно UTC составляет +3:00.

## Население
| 2002 | 2010  |
| ---- | ----- |
| 1656 | ↘1575 |

### Половой состав
По данным Всероссийской переписи населения 2010 года в половой структуре населения мужчины составляли 45,5 %, женщины — соответственно 54,5 %.

### Национальный состав
Согласно результатам переписи 2002 года, в национальной структуре населения русские составляли 96 %.

## Инфраструктура
Личное подсобное хозяйство. В деревне 644 дома.

## Транспорт
Полевая находится в 9,5 км от автодороги федерального значения Р298 (Курск — Воронеж — автомобильная дорога Р22 «Каспий»; часть европейского маршрута E 38), на автодорогах регионального значения 38К-019 (Курск — Большое Шумаково — Полевая ч/з Лебяжье) и 38К-014 (Р-298 — Полевая). В черте деревни находится одноимённая железнодорожная станция Полевая (линия Курск — Белгород).
В 106 км от аэропорта имени В. Г. Шухова (недалеко от Белгорода).